# Lovely Rita, sainte patronne des cas désespérés
Pour les articles homonymes, voir Lovely Rita (homonymie).
Pour plus de détails, voir Fiche technique et Distribution.
Lovely Rita, sainte patronne des cas désespérés est un film français réalisé par Stéphane Clavier en 2003.

## Synopsis
L'expert-comptable Edgar Lamark qui vient d'auditer le chantier naval de Thierry Ferrand sur la Côte d'Azur veut s'offrir une prostituée recrutée sur un site spécialisé. Cependant, cette dernière l'oblige à l'aider à se débarrasser du cadavre de son client précédent qui voulait l'agresser.

## Fiche technique
- Titre : Lovely Rita, sainte patronne des cas désespérés
- Réalisation : Stéphane Clavier
- Scénario : inspiré du roman policier de Benjamin Legrand (Série noire)
- Directeur de la photographie : Antoine Héberlé
- Production : Christian Clavier et Alain Doutey
- Pays d'origine :  France
- Durée : 80 minutes
- Genre : Comédie, thriller
- Dates de sortie : 
  - France : 24 septembre 2003

## Distribution
- Christian Clavier : Edgar Lamarck
- Eddy Mitchell : Thierry Ferrand
- Arielle Dombasle : Mlle Lecas
- Julie Gayet : Rita
- Pierre Mondy : Marcel
- Marthe Villalonga : Renée
- Jean-Claude Dreyfus : l’antiquaire
- Arnaud Giovaninetti : Kevin
- Yan Dron : Franck
- Christian Gazio : José
- Tony D'Amario : Roro

## Autour du film
- L'idée du film est venue à Christian Clavier - coscénariste, coproducteur et acteur principal - après avoir lu le roman policier Lovely Rita de Benjamin Legrand.
- La critique est très mauvaise (elle parlera de « titre prémonitoire ») et le film est un échec commercial.
- Le réalisateur Stéphane Clavier est le frère de Christian Clavier et le neveu du producteur Yves Rousset-Rouard.
- Le titre du film fait référence à Rita de Cascia, qui est effectivement la sainte patronne des cas désespérés, l'ajout de lovely (dans le titre du livre et du film) étant une allusion à la chanson des Beatles.